# スカンデルベグ
スカンデルベグ（Skanderbeg、1405年 - 1468年1月17日）あるいはスカンデルベクは、中世アルバニアの君主であり、オスマン帝国に抵抗した民族的英雄である。本名はジェルジ・カストリオティ（Gjergj Kastrioti）で、通称のスカンデルベク（アルバニア語ではスカンデルベウ Skënderbeu）はトルコ名のイスケンデル・ベイ（İskender Bey）に由来する。

## 生涯
アルバニア中部の領主ジョン・カストリオティ（Gjon Kastrioti）の子。1423年頃、父がバルカン半島で勢力を広げるオスマン帝国に臣従したため兄弟とともに人質となり、イスラム教に改宗。ムラト2世の宮廷に仕える騎士として東ローマ帝国やセルビア、ハンガリーとの戦いに従軍し、その勇敢さからアレクサンドロス大王にちなんだスカンデルベクの名を受けた。
1437年頃、父の領土を封土（ティマール）として与えられてアルバニアに帰国。オスマン帝国の支配下でアルバニアの軍司令官となったが、フニャディ・ヤーノシュによるオスマン帝国に対する軍事活動に呼応して1443年にオスマン帝国に反旗を翻した。この際スカンデルベグはキリスト教に再改宗してヴェネツィア共和国、ナポリ王国やローマ教皇の支援を取り付け、共に反旗を翻した５００の兵とともにアルバニアの北半を統一。1450年と1466年にはムラト2世とメフメト2世の派遣したオスマン軍を撃退することに成功する。非常に優れた軍才を見せ、25年間にわたって独立を保った。彼自身がかかわった戦闘に関してはほぼ無敗であったともいわれる。
1468年にスカンデルベグが病死した後もアルバニアは12年間にわたって独立を維持したが、1480年、最終的にオスマン帝国によって併合された。
スカンデルベクは、同時代のハンガリーのフニャディ・ヤーノシュ、ワラキアのヴラド・ツェペシュと並んで、オスマン帝国のヨーロッパへの拡大を遅らせた英雄と見なされる。19世紀にアルバニア人の民族意識が高まると、オスマン帝国からの独立を目指したスカンデルベクは民族的英雄として高く評価されるようになり、アルバニアの独立運動と国民統合に大きな役割を果たした。
現在アルバニアで発行されている5000レク紙幣に肖像が使用されている。